# Forte de Agra
O Forte de Agra, também referido como Lal Qila e Forte Vermelho de Agra ou simplesmente Forte Vermelho, localiza-se na cidade de Agra, na Índia. A 2,5 quilómetros do Taj Mahal, constitui-se numa cidade-palácio fortificada, e na mais importante fortificação do país. Como tal, encontra-se classificado como Património Mundial pela Unesco.
Foi habitado por importantes personalidades entre os quais se destacam os nomes dos imperadores Babur, Humayun, Akbar, Jehangir, Shah Jahan e Aurangzeb que, a partir daqui, governaram o Império Mogol.